# Палес
Па́лес (лат. Pales) — давньоримська богиня, покровителька пастухів і худоби, шанувалася по всій Італії ще задовго до заснування Риму.
Її шанували то як бога, то як богиню. Свято на честь Палес — палілії (парілії) — справляли 21 квітня: складали жертви з пирогів, молока, меду та іншої селянської їжі. Під час свята «очищали» стайні та стійла символічним кропленням сіркою й різними травами, переганяли худобу через підпалену солому чи сіно, що мало відганяти хвороби від людей і тварин. Закінчувалося свято трапезою.
Одним з місць культу богині (бога) П. був Палатинський пагорб. Palatium, як загальне поняття, означає пасовище, а потім місце, освячене культом богині П. Тому римський Палаціум вважав богиню П. своєю покровителькою і свято на честь неї (21 квітня) Palilia (Parilia) У цей день не можна було приносити кривавих жертв, замість цього палили приготовлену весталками суміш з крові жовтневого коня (якого заколювали на честь Марса в жовтневі іди), з попелу спаленого в день Форділіцій (15 квітня, свято на честь бога Tellus), ще не народженого теляти і бобової соломи; цій суміші приписували очисну дію, внаслідок чого вона називалася februa casta (Ovid.). На світанку цього дня люстрували стада овець, окроплюючи овечі стійла водою, вимітали з них сміття свіжими мітлами, прикрашали будинки свіжими гілками, а двері вінками й гірляндами і обкурювали стада сіркою. Потім розводили вогонь. У жертву П. приносили випечені з проса пиріжки, кошик проса, як улюбленого богинею злаку, і молочні страви, при цьому вимовляли молитву про дарування благословення на худобу стійла і будинок, про прощення гріхів, про позбавлення від мору і хвороб, про достаток трави, корми і чистої води і т. д. Молитву пастух повинен був вимовити чотири рази, звернувшись до Палес, потім випити суміші з молока і свіжого мусту, і нарешті, перестрибнути через купу запаленою соломи. У місті свято богині проходило урочистіше, тому що в цей день також святкували день заснування Риму.
Її ім'ям названий астероїд 49 Палес.